# Vương Đại Lương
Vương Đại Lương (chữ Hán: 王大梁, ? -1629), xước hiệu là Đại Lương vương, người Hán Nam, Thiểm Tây, một trong những thủ lĩnh sớm nhất của phong trào khởi nghĩa nông dân cuối đời Minh.

## Quá trình hoạt động
Cuối đời nhà Minh, liên tiếp mấy năm mất mùa, người chết đói khắp nơi. Năm Sùng Trinh đầu tiên (1628), Vương Đại Lương ở quê nhà tụ tập hơn 400 người nổi dậy. Tháng giêng năm sau, ông chuyển sang đông bộ Cam Túc chiến đấu, tại các nơi huyện Thành, Lưỡng Đương kêu gọi được hơn 3000 người tham gia khởi nghĩa, đánh hạ Lược Dương, tiến đến phủ Hán Trung. Trong năm này, ông bị quan quân đánh bại, lui về Hán Âm, bị tổng binh Lưu Ứng Ngộ giết chết.